# Cneo Sencio Saturnino (cónsul 4)
Cneo o Gneo Sencio Saturnino  fue un político y militar romano del siglo I perteneciente a la gens Sencia.

## Familia
Saturnino fue miembro de los Sencios Saturninos, una rama familiar de la gens Sencia. Fue hijo de Cayo Sencio Saturnino y hermano de Cayo Sencio Saturnino y Lucio Sencio Saturnino.

## Carrera pública
Estuvo en el año 7 a. C. en Siria cuando su padre fue gobernador de dicha provincia. Obtuvo el consulado en calidad de suffectus en el 4, el mismo año que su hermano Cayo era cónsul ordinario. Fue legado de Germánico en Germania y en el año 19, reemplazó a Cneo Calpurnio Pisón como gobernador de Siria y lo obligó a volver a Roma para hacer frente al juicio por la muerte de Germánico. Quizá murió en el cargo poco después del año 21.